# つよきす Cool×Sweet
『つよきす Cool×Sweet』（つよきす クールスイート）は、『つよきす』を原作としたテレビアニメ。
2006年7月から9月にかけて独立UHF局を中心とした7つの放送局の深夜枠で全12話が放送された。2007年にはGyaOでもネット配信が行われた。2008年からはバンダイチャンネルが配信を行っている。
キャッチコピーは「ヒロイン全員ツンデレ!?」。

## 概要
ツンデレの代名詞として人気を博した恋愛アドベンチャーゲーム『つよきす』を原作としており、同作のPlayStation 2版『つよきす 〜Mighty Heart〜』で新たに登場したヒロイン「近衛素奈緒」を主人公としたラブコメディとなっている。
作中では登場するキャラクター一人一人をクローズアップしたアイキャッチがよくインサートされるのが特徴で、DVD版以降の映像では作中キャラクターによるオリジナルのCMも入るようになっている。テンポの良いキャラクター同士のやりとりも本作の面白さだとアニメライターの川田鉄男は評している。
設定は舞台が松笠であることや登場人物の所属クラス、役職は原作から変わっていないが、担当声優や主人公の設定は変更されており、ストーリーも再構成されたものとなっている。なお、最終話ではそれらが劇中劇であったことを示唆する描写が最後に入る。
アニメーション制作はトライネットエンタテインメントとスタジオ雲雀が共同で行ったが、トライネットエンタテインメントはこの作品を最後に元請制作から撤退している。

## あらすじ
| 話数 | サブタイトル                      | 脚本     | 絵コンテ       | 演出       | 作画監督                                        |
| --- | --------------------------------- | -------- | -------------- | ---------- | ----------------------------------------------- |
| 第1話 | よろしくッ! 近衛素奈緒です!       | 山田靖智 | 木村真一郎     | 木村真一郎 | 安形佳己、臼田美夫                              |
| 私立竜鳴館に近衛素奈緒が転校してくる。 演劇が好きな近衛は、竜鳴館に演劇部を創設しようと生徒会へと赴き、 生徒会長の霧夜エリカは近衛の劇を見て自分が感動すれば創部を認める発言をする。 その日の放課後に近衛は一人で演劇を行う。 しかし、その場に偶然現れた対馬レオの影響で素奈緒の劇は失敗に終わる。 |                                   |          |                |            |                                                 |
| 第2話 | 生徒会なんて、大キライ!!          | 宮下義浩 | 木村真一郎     | 康村諒     | 佐藤天昭                                        |
| 演劇部の創設に失敗した近衛素奈緒は同好会を設立して部員を集めようとする。 しかし、上手くはいかず、果ては近隣高の不良生徒にまで絡まれるが、その場を鉄乙女が助ける。 |                                   |          |                |            |                                                 |
| 第3話 | 激突! 体育武道祭!!                | 鴻野貴光 | 木村真一郎     | 高田昌宏   | 三浦貴弘、山形孝二、永野美春 原田幸恵、山門郁夫 |
| 竜鳴館で体育武道祭が開催される。 近衛素奈緒は西軍を代表して東軍の霧夜エリカに挑むが、結局は負けて終わる。 |                                   |          |                |            |                                                 |
| 第4話 | ココナッツの夏                    | 山田靖智 | 西澤きぬこ     | 土屋浩幸   | 添田直子                                        |
| 夏休みの夜に近衛素奈緒は椰子なごみと会う。 悩みを抱える椰子に近衛は助言を行う、2人は少し親しくなる。 |                                   |          |                |            |                                                 |
| 第5話 | アルバイトはキケンな香り          | 宮下義浩 | 矢吹勉         | 中村圭三   | 尾形健一郎、宗崎暢芳                            |
| 演劇の資金を稼ぐため、近衛素奈緒はカレーショップでアルバイトを始める。 そこでは蟹沢きぬも働いていた。 当初は反発し合っていた2人だが、次第にお互いを認めるようになる。 |                                   |          |                |            |                                                 |
| 第6話 | 流されて…烏賊島                   | 鴻野貴光 | 桃瀬まりも     | 康村諒     | 佐藤天昭                                        |
| 竜鳴館館長・橘平蔵の勘違いから近衛素奈緒は無人島での生徒会合宿に参加することになる。 そこで近衛は対馬レオと一時的に遭難状態になるが、最後には助かる。 |                                   |          |                |            |                                                 |
| 第7話 | 対決! テストでGO!!                | 鴻野貴光 | 木村真一郎     | 高田昌宏   | 山形孝二                                        |
| 2学期が始まり、実力テストが迫る。 当初は霧夜エリカの2-Cに対抗意識を燃やしていた近衛素奈緒だったが、 テストの前に対馬レオに幼少期のことを謝られ、動揺した結果、テストで赤点を取る。 |                                   |          |                |            |                                                 |
| 第8話 | 嵐を呼ぶまつかさ祭!               | 宮下義浩 | 矢吹勉         | 磨積良亜澄 | 宗崎暢芳、窪敏、小沼克介                        |
| まつかさ祭が開催される。 近衛素奈緒は仲間たちと出向くが、1人はぐれてしまう。 そこで近衛は対馬レオと出くわし、二人で祭を楽しむことになる。 |                                   |          |                |            |                                                 |
| 第9話 | 演劇同好会始動!?                  | 山田靖智 | おおひらひろし | 土屋浩幸   | 石井繁、山門郁夫                                |
| 秋になり、文化祭が近づく。 近衛素奈緒は文化祭で演劇をやろうとするが、同好会では生徒会の許可が下りない。 しかし、対馬レオが機転を利かし演劇がやれるようになる。 対馬と近衛の仲も進展しかける。 |                                   |          |                |            |                                                 |
| 第10話 | おにぎりと舞台と竜鳴祭            | 鴻野貴光 | 西澤きぬこ     | 康村諒     | 佐藤天昭、片山義昭                              |
| 近衛素奈緒は偶然対馬レオと鉄乙女が同居していることを知る。 文化祭の舞台でもそのことが気になって演劇で失敗をする。 |                                   |          |                |            |                                                 |
| 第11話 | 素奈緒になれなくて…               | 宮下義浩 | 矢吹勉         | 高田昌宏   | 山形孝二、平田雄三                              |
| 近衛素奈緒は対馬レオと鉄乙女の関係と文化祭で失敗を引きずって学校にも顔を出さなくなる。 そんな折、霧夜エリカは弁論大会を開催する。 |                                   |          |                |            |                                                 |
| 第12話 | 改めてよろしくッ! 近衛素奈緒です! | 山田靖智 | 木村真一郎     | 木村真一郎 | 中野彰子、窪敏、安形佳己                        |
| 鉄乙女は対馬レオに告白する。 その結果、対馬レオは近衛素奈緒に告白する。 そして、復調した近衛は弁論で霧夜エリカに勝利し、次期生徒会長に選ばれる。 |                                   |          |                |            |                                                 |

## 登場人物
近衛 素奈緒（このえ すなお）
声：水樹奈々
第1話にて作品舞台である私立の高校・竜鳴館へ転向してきた少女で、物語の主人公。作中では演劇部を創設しようと奮闘する。幼い頃に同級生だった対馬レオに恋心を抱いているが、あまり素直になれない。大根が嫌い。口癖は「トサカ来た」。
対馬 レオ（つしま レオ）
声：豊永利行 / 儀武ゆう子（少年時代）
竜鳴館の生徒会に所属する2年生の男子。乙女と同居している。幼少時、主人公に対して「大根」と発言したことがある。
鉄 乙女（くろがね おとめ）
声：井ノ上奈々
竜鳴館の風紀委員長を務める3年生の女子。対馬レオとはいとこの関係にあり、同居している。
蟹沢 きぬ（かにさわ きぬ）
声：藤田咲
竜鳴館の生徒会に所属する2年生の女子。対馬レオの幼馴染。「オアシス」というカレーショップでアルバイトをしている。
霧夜 エリカ（きりや エリカ）
声：中原麻衣
竜鳴館の生徒会長を務める2年生の女子。主人公の素奈緒の反応を面白がって演劇部の創設を拒み、何度も素奈緒と対立することになる。
椰子 なごみ（やし なごみ）
声：小林ゆう
竜鳴館の生徒会に所属する1年生の女子。母親の再婚に反発している。
大江山 祈（おおえやま いのり）
声：佐久間紅美
生徒会の顧問を務める竜鳴館の教師。ミス松笠。
佐藤 良美（さとう よしみ）
声：おみむらまゆこ
竜鳴館の生徒会に所属する2年生の女子。霧夜エリカを補佐する。
鮫氷 新一（さめすが しんいち）
声：矢部雅史
竜鳴館の生徒会に所属する2年生の男子。対馬レオの幼馴染。
伊達 スバル（だて スバル）
声：子安武人
竜鳴館の生徒会に所属する2年生の男子。対馬レオの幼馴染。
西崎 紀子（にしざき のりこ）
声：金田朋子
主人公と同じAクラスに所属する2年生の女子。「くー」としか喋らない。
村田 洋平（むらた ようへい）
声：中國卓郎
主人公と同じAクラスに所属する2年生の男子。西崎とよく行動を共にしている。
土永さん（つちながさん）
声：藤田圭宣
大江山祈が連れて歩いているペットのオウム。日本語を理解して喋れる。
橘 平蔵（たちばな へいぞう）
声：若本規夫
私立竜鳴館の館長。
浅田 静香（あさだ しずか）
声：有島モユ
主人公と同じAクラスに所属する2年生の女子。第1話にて主人公に共感し、行動を共にするようになる。このキャラクターはアニメで追加されたため原作には登場しない。
近衛 ほのか（このえ ほのか）
声：南條愛乃
主人公の妹。このキャラクターはアニメで追加されたため原作には登場しない。
楊 豆花（やん とんふぁー）
声：佐久間紅美
対馬レオと同じCクラスに所属する2年生の女子。主人公が創った演劇同好会に参加する。
浦賀 真名（うらが まな）
声：三好りえ
対馬レオと同じCクラスに所属する2年生の女子。主人公が創った演劇同好会に参加する。

## スタッフ
- 監督：木村真一郎[3]
- シリーズ構成：山田靖智[3]
- 構成協力：タカヒロ[4]
- キャラクタ―原案：白猫参謀
- キャラクターデザイン・総作画監督：安形佳己[4]
- 美術監督：根本邦明[3]
- 色彩設計：但野佑季子[4]
- 撮影監督：渡邊宣之
- 編集：坂本雅紀
- 音響監督：飯塚康一
- 音楽：I've、Little Non、野中“まさ”雄一
- プロデューサー：大宮三郎、岩崎篤史
- アニメーション制作：トライネットエンタテインメント、スタジオ雲雀[3]
- 製作：つよきす製作委員会[4]

## 主題歌
オープニングテーマ「素直になれない」
作詞・作曲・編曲・歌：Little Non
エンディングテーマ「open」
作詞：KOTOKO / 作曲・編曲：井内舞子（I've） / 歌：詩月カオリ

## 放送局
| 放送地域   | 放送局       | 放送期間                 | 放送日時           | 放送区分       | 備考             |
| ---------- | ------------ | ------------------------ | ------------------ | -------------- | ---------------- |
| 千葉県     | チバテレビ   | 2006年7月1日 - 9月16日   | 土曜 26:05 - 26:35 | 独立UHF局      |                  |
| 埼玉県     | テレ玉       | 2006年7月3日 - 9月18日   | 月曜 26:00 - 26:30 | 独立UHF局      |                  |
| 神奈川県   | tvk          | 2006年7月3日 - 9月18日   | 月曜 26:15 - 26:45 | 独立UHF局      |                  |
| 兵庫県     | サンテレビ   | 2006年7月4日 - 9月19日   | 火曜 26:10 - 26:40 | 独立UHF局      |                  |
| 京都府     | KBS京都      | 2006年7月4日 - 9月19日   | 火曜 25:30 - 26:00 | 独立UHF局      |                  |
| 東京都     | 東京MXテレビ | 2006年7月7日 - 9月22日   | 金曜 25:30 - 26:00 | 独立UHF局      |                  |
| 中京広域圏 | メ〜テレ     | 2006年7月12日 - 9月27日  | 水曜 27:08 - 27:38 | テレビ朝日系列 |                  |
| 日本全域   | AT-X         | 2006年8月25日 - 11月10日 | 金曜 11:00 - 11:30 | CS放送         | リピート放送あり |
| 日本全域   | GyaO         | 2007年1月30日 - 3月6日   | 火曜 12:00 更新    | ネット配信     |                  |

## 関連商品

### DVD
DVDはトライネットエンタテインメント発売、メディアファクトリー販売で全6巻が存在する。
第1巻（2006年9月22日発売）の発売週の売上はオリコン調べで1587本と記録されており、第2巻（2006年10月25日発売）は1752本。3-6巻は100位以下にランキングが落ちたため数字は発表されていないが、第3巻（2006年11月24日発売）が132位、第4巻（2006年12月22日発売）が184位、第5巻（2007年1月25日発売）が124位、第6巻（2007年2月23日発売）が121位となっている（全てそれぞれの発売週のランキング）。
| 巻数  | 収録タイトル                                                              | 発売日         | 品番      |
| ----- | ------------------------------------------------------------------------- | -------------- | --------- |
| 第1幕 | 第1話「よろしくッ! 近衛素奈緒です!」 第2話「生徒会なんて、大キライ!!」    | 2006年9月22日  | ZMBZ-2931 |
| 第2幕 | 第3話「激突! 体育武道祭!!」 第4話「ココナッツの夏」                       | 2006年10月25日 | ZMBZ-2932 |
| 第3幕 | 第5話「アルバイトはキケンな香り」 第6話「流されて…烏賊島」                | 2006年11月24日 | ZMBZ-2933 |
| 第4幕 | 第7話「対決! テストでGO!!」 第8話「嵐を呼ぶまつかさ祭!」                  | 2006年12月22日 | ZMBZ-2934 |
| 第5幕 | 第9話「演劇同好会始動!?」 第10話「おにぎりと舞台と竜鳴祭」                | 2007年1月25日  | ZMBZ-2935 |
| 第6幕 | 第11話「素奈緒になれなくて…」 第12話「改めてよろしくッ! 近衛素奈緒です!」 | 2007年2月23日  | ZMBZ-2936 |

### キャラクターソングアルバム
『つよきす Cool×Sweet コンプリートセレクション』は、2006年8月23日にSOL BLADE/Three Fat Samuraiから発売されたアルバム。販売はメディアファクトリーが担当。
本作は、オープニングテーマ、エンディングテーマ、主要キャラクター5人のキャラクターソング、BGMなど、全てのテレビアニメの関連楽曲を収録したアルバムとなっている。
オープニングテーマの「素直になれない」とエンディングテーマ「open」はこのCDが初出。「素直になれない」は後に『Little Non THE BEST』に2009 New Mix Versionが収録された。
2006年08月27日に石丸電気ソフト1 3Fホールで、このCDの発売記念イベントが開催され、ノゾミ（Little Non）、藤田咲、中原麻衣、小林ゆうが出演した。参加特典として、つよきすCD発売告知ポスターがもらえた。
ジャケットには、キャラクターソングを歌唱しているメインキャラクターの近衛素奈緒、鉄乙女、蟹沢きぬ、霧夜エリカ、椰子なごみの5人の水着姿が描かれている。
収録曲は以下の通り。
1. 素直になれない [3:37]
歌：Little Non
作詞・作曲・編曲：Little Non
  - テレビアニメオープニングテーマ
2. スナオ・プリンセス [4:18]
歌：近衛素奈緒（水樹奈々）
作詞・作曲・編曲：Little Non
  - テレビアニメ第7、10話挿入歌
3. GAME OVER [4:11]
歌：鉄乙女（井ノ上奈々）
作詞：ashrie、作曲：和也、編曲：山口一久
4. ミサイルレディ [3:24]
歌：蟹沢きぬ（藤田咲）
作詞・作曲・編曲：Little Non
5. Season of Love [4:30]
歌：霧夜エリカ（中原麻衣）
作詞：Little Non、作曲：和也、編曲：山口一久
6. Thank you&Good Bye [5:08]
歌：椰子なごみ（小林ゆう）
作詞：ashrie、作曲：和也、編曲：山口一久
7. LOVE BIRD [5:05]
歌：luce
作詞：luce、作曲：和也、編曲：山口一久
  - イメージソング
8. Pupil Love [3:21]
歌：ノゾミ（Little Non）
作詞・作曲・編曲：Little Non
  - イメージソング
9. open [4:30]
歌：詩月カオリ
作詞：KOTOKO、作曲・編曲：井内舞子（I've）
  - テレビアニメエンディングテーマ
10. 素直になれない〜アンサンブルバージョン〜 [2:15]
作曲・編曲：Little Non
11. 素直になれない〜スウィートバージョン〜 [2:08]
作曲・編曲：Little Non
12. 近衛素奈緒のテーマ [2:04]
作曲・編曲：I've
13. 鉄乙女のテーマ [3:04]
作曲・編曲：I've
14. 蟹沢きぬのテーマ [2:06]
作曲・編曲：I've
15. 霧夜エリカのテーマ [2:39]
作曲・編曲：I've
16. 椰子なごみのテーマ [2:59]
作曲・編曲：I've
17. 竜宮のテーマ [2:18]
作曲・編曲：I've
18. open〜オルゴールバージョン〜 [2:02]
作曲・編曲：I've